# 12e Legerkorps (Wehrmacht)
Het Duitse 12e Legerkorps (Duits: 12. Armeekorps) was een Duits legerkorps van de Wehrmacht tijdens de Tweede Wereldoorlog.  

## Krijgsgeschiedenis

### Westelijke Front
Het 12de legerkorps werd gemobiliseerd op 6 oktober 1936 in Wiesbaden, maar het werd pas op 31 augustus 1939 operationeel.  Tijdens de Poolse Veldtocht vormde het korps een onderdeel van het 1ste leger, dat de westelijke grenzen van Duitsland beschermde tegen een mogelijke Franse aanval.  De vier infanteriedivisies verdedigden een sector van de Westwall van Saarlouis tot Saarbrücken.  Tijdens de Schemeroorlog en de aanval op de Lage Landen bleef de positie van het korps ongewijzigd.  Op 15 juni 1940 kreeg het korps een actievere rol in de Slag om Frankrijk.  Drie divisies vielen de Maginotlinie aan.  Het grootste deel van de Franse troepen had zich reeds teruggetrokken en de Franse linie werd slechts zwak verdedigd.  Op 18 juni had het korps een bres geslagen en begon de opmars in de richting van Metz.
Na de Slag om Frankrijk werd het korps toegevoegd aan het 4e Leger en in december 1940 begon de verplaatsing naar het Generaal-Gouvernement.

### Operatie Barbarossa
Tijdens Operatie Barbarossa, de inval in de Sovjet-Unie, vormde het 12e Korps een deel van Pantsergroep 2.  Het was de bedoeling dat de drie infanteriedivisies in het spoor van de pantserdivisies van generaal Heinz Guderian zouden oprukken.  Tijdens de eerste dag stak het korps de Westelijke Boeg over, maar de 45e Infanteriedivisie slaagde er niet in om het fort van Brest-Litovsk te veroveren.  De Sovjets hielden stand tot 29 juni.  Het korps hergroepeerde zich en het hervatte de opmars naar het oosten. Het nam deel aan de vernietiging van de omsingelde Sovjetlegers bij Minsk.  In augustus 1941 werd het korps bij Gomel ingezet om het 2e Leger te ondersteunen.
Bij de aanvang van de aanval op Moskou vormden beide divisies van het 12de korps de rechterflank van het 4e Pantserleger.  Het korps moest de zuidelijke flank dekken van de beide pantserkorpsen.  De pantserdivisies braken onmiddellijk door de verdediging.  De 34e Infanteriedivisie en de 98ste infanteriedivisie staken op 2 oktober de Desna over en braken door de 217e Divisie van het Brjanskfront.  De pantserkorpsen zwenkten naar het noorden om de Sovjets bij Vjazma te omsingelen.  Ondertussen bleef het 12e Korps naar het oosten oprukken.  Ze veroverden Kirov en op 7 oktober viel Mosalsk zonder strijd in Duitse handen.  Meer naar het noorden hadden de Duitse tanks verschillende Sovjetlegers omsingeld bij Vjazma, maar door de hevige weerstand moesten de tanks de infanterie helpen bij de vernietiging van de Sovjetlegers.  Hierdoor was het trage 12de korps de enige strijdmacht die verder naar Moskou bleef oprukken.
Op 12 oktober 1941 viel Kaluga in Duitse handen en was er een bres geslagen in de tweede verdedigingslinie rond Moskou.  De uitgeputte infanteriedivisies konden het tempo niet volhouden en ze moesten zich hergroeperen.  Op 16 oktober begon de Raspoetitsa en de weinige wegen veranderden in modderpoelen.  De Duitse opmars vertraagde tot enkele kilometers per dag.  Op 5 november kwam de opmars in de bossen ten oosten van Serpoechov tot stilstand. 
Generaal Schroth vroeg toestemming om zijn divisies naar Kaluga terug te trekken zodat ze in de stad konden overwinteren.  Generaal von Kluge weigerde en het korps begon met de aanleg van defensieve posities.  De temperatuur daalde tot -25°C.
Op 5 december 1941 zette het Rode Leger de tegenaanval, maar pas op 13 december werd het 12e Korps aangevallen.  Het 43e Leger probeerde een doorbraak te forceren, maar de Duitsers sloegen de aanval af.  Onder druk van voortdurende aanvallen trok het 12e Korps zich langzaam terug naar Malojaroslavets.  Het 43e Leger hergroepeerde zich en het hervatte de frontale aanvallen.  Op 2 januari 1942 ontruimden de Duitsers Malojaroslavets.  Ondanks de terugtocht en de zware verliezen bleef het korps een georganiseerde strijdmacht.  Door de terugtocht ontstond er een opening tussen het 12e Korps en zijn buur, het 20e Korps.  Gedurende de eerste maanden van 1942 heerste er chaos aan het front.  Doorgebroken Sovjets omsingelden Duitse eenheden, die op hun beurt weer de bevoorradingslijnen van de Sovjets afsneden.  Er was geen ononderbroken linie.  De sneeuw maakte elke verplaatsing moeilijk.  Op 14 januari gaven de Duitsers Medyn op.  Enkele dagen later veroverden de Sovjets Yukhnov en trokken de Duitsers zich terug over de Ugra.
Begin februari 1942 begon het front zich te stabiliseren.  De Duitse eenheden groeven zich.  Loopgraven, bunkers, prikkeldraad en mijnenvelden maken het front statisch.  De Duitse eenheden begonnen systematisch de openingen in de frontlijn te dichten.  De pockets van omsingelde Sovjets werden vernietigd en er vormde zich een grote uitstulping aan het front, de zogenaamde Rzjev saillant.  Het 12de korps verdedigde de oostelijke voet van de saillant van januari 1942 tot maart 1943.
Na de ontruiming van de saillant lag het korps ten oosten van Spas-Demensk.  Tijdens de Tweede Slag om Smolensk moest het korps zich terugtrekken over de Desna, maar ook deze posities was niet houdbaar.  De Sovjets staken de rivier op 13 september over en het 12e Korps trok zich terug naar Mogilev.

### Operation Bagration
Op 22 juni 1944 vormde het 12e Korps de rechtervleugel van het 4e Leger.  Het korps verdedigde de overgangen van de Dnjper en Droet ten zuiden van Mogilev.  Voor deze taak beschikte het korps over drie divisies.  Deze divisies waren echter ver beneden hun nominale sterkte.  De 18e Pantsergrenadiersdivisie telde 2.878 soldaten, 52 kanonnen en geen gemechaniseerde geschut, de 57e Infanteriedivisie had 2.136 soldaten, 38 kanonnen en 6 gemechaniseerde kanonnen en de 267e Infanteriedivisie bestond uit 2.498 soldaten, 46 kanonnen en 9 gemechaniseerde kanonnen.  Reeds op de ochtend van de eerste dag braken de Sovjets door de stellingen van de 57e Infanteriedivisie.  Het korps begon zich terug te trekken, maar de wegen zaten vol met vluchtelingen.  Onder voortdurende aanvallen van de Sovjets ontaardde de terugtocht in een vlucht.  De Sovjets bereikten de oversteekplaatsen van de Berezina en ze sneden de laatste ontsnappingsroute af.  Een deel van het 9e Leger en het 4e Leger was omsingeld.  Alle omsingelde eenheden werden toegevoegd aan het 12e Korps en luitenant-generaal Müller kreeg het bevel.  Het korps werd volledig vernietigd in de omsingeling ten oosten van Minsk.  De commandant van het 12e Korps, luitenant-generaal Vincenz Müller, en de commandant van de 57e Infanteriedivisie werden gevangen genomen.  De commandant van de 267e Infanteriedivisie sneuvelde en de commandant van de 18e Pantsergrenadiersdivisie pleegde zelfmoord om gevangenschap te ontlopen.   
Op 28 maart 1945 werd het korps opnieuw opgericht in Thüringen en toegevoegd aan het 7e Leger.  Het bestond enkel uit enkele verzorgingseenheden en reservisten.  Het korps nam niet meer deel aan de gevechten en capituleerde op 8 mei 1945.

## Commandanten
| Rang                    | Naam                  | Begin            | Eind             |
| ----------------------- | --------------------- | ---------------- | ---------------- |
| Generaal der Infanterie | Walter Schroth        | 1 september 1939 | 9 april 1940     |
| Luitenant-generaal      | Gotthard Heinrici     | 9 april 1940     | 17 juni 1940     |
| Generaal der Infanterie | Walter Schroth        | 17 juni 1940     | 19 februari 1942 |
| Luitenant-generaal      | Walther Gräßner       | 19 februari 1942 | 15 februari 1943 |
| Generaal der Infanterie | Kurt von Tippelskirch | 15 februari 1943 | september 1943   |
| Luitenant-generaal      | Edgar Röhricht        | september 1943   | september 1943   |
| Generaal der Infanterie | Kurt von Tippelskirch | september 1943   | 4 juni 1944      |
| Luitenant-generaal      | Vincenz Müller        | 4 juni 1944      | 8 juli 1944      |
|                         | Vernietigd bij Minsk  | 7 juli 1944      |                  |
|                         | Opnieuw opgericht     | maart 1945       |                  |
| Generaal der Artillerie | Herbert Osterkamp     | 28 maart 1945    | 8 mei 1945       |

Gotthard Heinrici werd op 1 juni 1940 bevorderd tot generaal der Infanterie.
Na de overplaatsing van generaal Heinrici werd luitenant-generaal Walther Gräßner tijdelijk met het bevel belast.  Na zijn bevordering tot Generaal der Infanterie op 1 juni 1942 kreeg hij het feitelijke commando over het korps.  Wegens een zware verwonding droeg hij het bevel op 15 februari 1943 over aan Generaal der Infanterie Kurt von Tippelskirch.
In september 1943 voerde luitenant-generaal Edgar Röhricht tijdens de vakantie van Generaal der Infanterie Kurt von Tippelskirch  tijdelijk het bevel over het 12de korps.  Na de bevordering van generaal Kurt von Tippelskirch tot bevelhebber van het 4de leger kreeg luitenant-generaal Vincenz Müller tijdelijk het bevel. Op 8 juli 1944 werd hij door de Sovjets gevangen genomen. 

## Stafchefs van het 12e Legerkorps[1]
| Rang                | Naam                         | Begin             | Eind              | Opmerking                                                                  |
| ------------------- | ---------------------------- | ----------------- | ----------------- | -------------------------------------------------------------------------- |
| Generalmajor        | Hans-Heinrich Sixt von Armin | 1 oktober 1936    | 10 november 1938  |                                                                            |
| Generalmajor        | Friedrich Mieth              | 10 november 1938  | 26 augustus 1939  |                                                                            |
| Oberst i.G.         | Maximilian Grimmeiss         | 26 augustus 1939  | 10 september 1939 |                                                                            |
| Oberst i.G.         | Hans-Joachim von Horn        | 10 september 1939 | 1 juni 1940       |                                                                            |
| Oberstleutnant i.G. | Ferdinand Jodl               | 1 juni 1940       | 25 oktober 1940   |                                                                            |
| Oberstleutnant i.G. | Siegfried von Waldenburg     | 25 oktober 1940   | 3 maart 1942      |                                                                            |
| Oberst i.G.         | Kurt Lottner                 | 3 maart 1942      | 1 november 1941   | (m.d.W.d.G.b.) - vrije vertaling: met de waarneming van de functie belast. |
| Oberst i.G.         | Fritz Ulrich                 | 14 maart 1942     | 10 december 1942  |                                                                            |
| Oberst i.G.         | Herbert Köstlin              | 10 december 1942  | 17 augustus 1943  |                                                                            |
| Oberst i.G.         | Paul Reichelt                | 18 augustus 1943  | 14 december 1943  |                                                                            |
| Oberst i.G.         | Wilhelm Deyhle               | 14 december 1943  | Juni 1944         |                                                                            |